# Chiesa di San Giuseppe Artigiano (Forlì)
La chiesa di San Giuseppe Artigiano è una chiesa parrocchiale della Diocesi di Forlì-Bertinoro. Si trova nella zona sud di Forlì, al termine di Viale Spazzoli in una zona residenziale, nel quartiere Bussecchio. La zona è orbitante intorno alla città di Forlì, pur restando in periferia e il toponimo richiama la presenza d'acqua (in legame con il termine Pozzetto) o la presenza vegetale (di piante di bosso) o di pascolo (da un termine che indica il guardiano dei buoi). 

## Storia

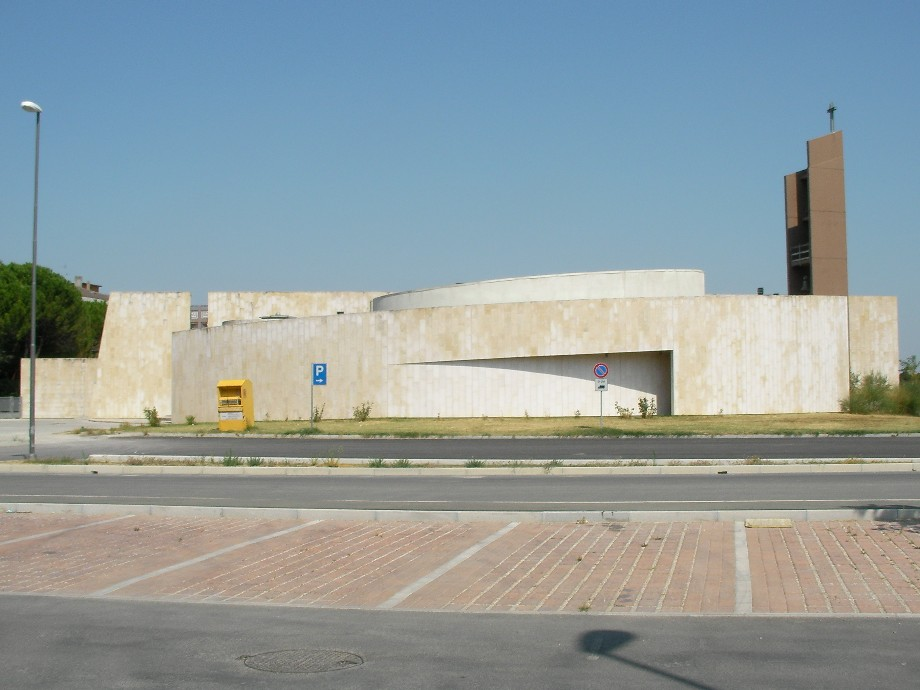
La chiesa vista di profilo

La zona ha una storia antica, tanto che in questo luogo la tradizione vuole che San Mercuriale avesse sconfitto un drago, gettandolo in un pozzo. La chiesa di San Giuseppe è uno dei tre luoghi di culto presenti nella zona, insieme con la chiesa di Santa Maria Lauretana e la chiesa di San Vitale.
Dal 1982 appare evidente la crescita della realtà urbana della zona intorno all'attuale via Cerchia e la popolazione sente esigenza di un luogo di culto adeguato. Tuttavia all'inizio è necessario adattare edifici esistenti, tanto che don Emanuele Lorusso, futuro parroco, inizia a officiare in una cappella interna della Fondazione Opera don Pippo, situata in via Cerchia, al civico 101.
Successivamente il sacerdote fa adattare un piccolo edificio in legno, noto come piccionaia perché sorto come pollaio, sempre nello stesso complesso dell'Opera don Pippo. 
Il primo dicembre 2001 viene posta la prima pietra della nuova struttura. I lavori terminano agli inizi del gennaio 2003 e la chiesa viene consacrata 23 aprile 2004

## Descrizione

### Esterno
La chiesa segue le direttive CEI per la costruzione di nuove chiese fissate nel 1993. L'organizzazione è impostata sull'asse est-ovest. La struttura è bassa e formata dalla composizione di volumi incastrati che generano forme dinamiche di colore beige per la parte in pietra, su cui si innestano elementi bruni delle parti in metallo. Di un colore diverso è anche l'unico elemento di elevazione, ovvero il campanile, con quattro campane disposte su due lati.

### Interno
In origine l'interno era bianco e semplice, con le pareti che contrastavano con il soffitto di travi lignee. 

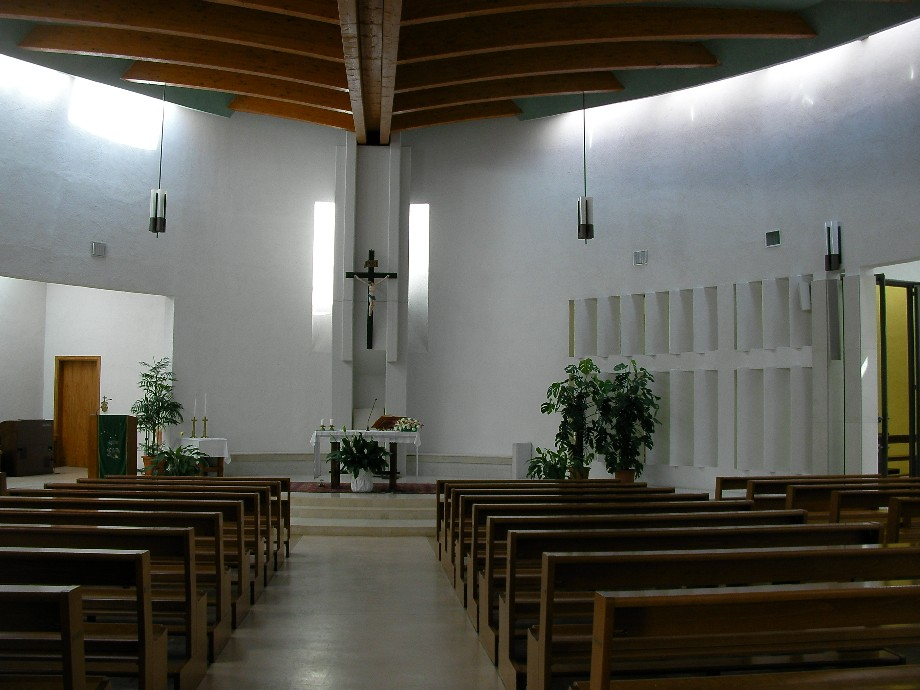
Interno della chiesa prima della realizzazione del ciclo pittorico di Vignazia

Nel 2019 è stato realizzato da Franco Vignazia, pittore di origine genovese, ma da tempo residente a Forlì, un ciclo di dipinti murali con la tecnica dell'acrilico su muro (in alcuni casi definiti affreschi in maniera non corretta) che riguardano il concetto di paternità, sia riguardo all'idea di Dio-Padre, sia con riferimento alla figura di San Giuseppe, padre adottivo di Gesù e tramite fra Antico e Nuovo Testamento. Globalmente in ciclo illustra il concetto di salvazione. I dipinti si estendono su buona parte delle pareti interne. Le opere presentano uno stile immediato e fumettistico, tipico dell'autore, che abbina figure stilizzate ed espressive con colori estremamente brillanti, stesi in campiture solcate da linee decise e nette.
Sull'entrata si trova una raffigurazione della creazione, dove si notano figure di tanti animali dai colori vivaci. A sinistra c'è invece la creazione dell'uomo. Segue poi la storia della Genesi, con la cacciata dal Paradiso, Caino e Abele e Noè. Molto evidente è il simbolo dell'arcobaleno, alleanza di Dio e l'uomo e occasione ancora una volta di utilizzare colori intensi e marcati. Proseguendo si trovano la raffigurazione dell'ebbrezza di Noè e la cacciata di Cam, il figlio che lo ha deriso. La sezione successiva è dedicata ad Abramo che esce dalla sua terra per ubbidire al comando di Dio. Si vede poi Sara che partorisce Isacco, poi sollevato al cielo da Abramo e proclamato suo figlio. In alto si vede invece la schiava Agar nel deserto che guarda l'angelo mandato da Dio a salvare Ismaele, il figlio che lei ha avuto da Abramo. Più in alto ancora una carovana di cammelli accompagna Rebecca, sposa di Isacco. La storia prosegue con i figli di Isacco e Rebecca, di cui Esaù scambia la primogenitura con Giacobbe ottenendo in cambio un piatto di lenticchie. Isacco benedice il figlio Giacobbe in un uliveto. C'è poi la lotta di Giacobbe e l'angelo. I figli di Giacobbe gettano uno di loro, Giuseppe, nel pozzo, ma lui, salvato e venduto come schiavo, ottiene successo in Egitto, finendo per salvare il padre Giacobbe (detto Israele) e gli stessi fratelli (viene rappresentato l'abbraccio con il padre e intorno i fratelli increduli).
Dall'altro lato c'è invece la creazione di Eva che esce dal corpo di Adamo, sollevata dalla mano di Dio. Dietro di lei ci sono tre donne presenti nell'Antico Testamento: Giuditta (con la testa di Oloferne), Rut (con sotto le spighe come simbolo del campo di Boaz e rappresentata mentre abbraccia la suocera Noemi) ed Ester (rappresentata come regina che con il manto protegge il popolo ebraico). Si vede poi l'Annunciazione con l'angelo e Maria seduta sul trono e dietro in secondo piano Giuseppe che lavora. Proseguendo in basso in primo piano c'è lo Sposalizio di Maria e Giuseppe e sopra Maria che danza con Elisabetta. In un blocco centrale è presente la Natività che viene anticipata dal viaggio di Maria e Giuseppe. La grotta è rappresentata in modo da sembrare una pagnotta per simboleggiare il significato del toponimo Betlemme, Casa del Pane. Seguono poi gli episodi dell'Adorazione dei Magi, della fuga dalla Strage degli Innocenti, della Circoncisione e della Presentazione al Tempio, con particolare attenzione al ruolo di Giuseppe in questi eventi. Nel finale lo stesso Giuseppe guarda con amore il Bambino.
Nella zona absidale a destra si vede la rivelazione della nascita miracolosa a Giuseppe addormentato, con sopra il Sacrificio di Isacco, mentre nella parte sinistra si trova il Battesimo di Cristo, Cristo in croce che affida a Giovanni sua Madre e sotto la Chiesa trionfante con santi contemporanei, fra cui San Giovanni Paolo II, San Giovanni Bosco, Santa Teresa di Calcutta, Santa Bakhita, il beato Rolando Rivi e San Josè Sanchez del Rio.